# Josa riveti
Josa riveti là một loài nhện trong họ Anyphaenidae.
Loài này thuộc chi Josa. Josa riveti được Lucien Berland miêu tả năm 1913.